# Осокін Володимир Юрійович
Осокін Володимир Юрійович (8 січня 1954) — радянський велогонщик.
Олімпійський чемпіон 1980 року в командній гонці переслідування, срібний призер 1976 року в командній гонці переслідування.
Срібний призер Чемпіонату світу з велоперегонів на треку 1975 (командна гонка переслідування), 1975 (індивідуальна гонка переслідування), 1978 (командна гонка переслідування), 1979 (командна гонка переслідування), 1981 (командна гонка переслідування) років.